# Grafling

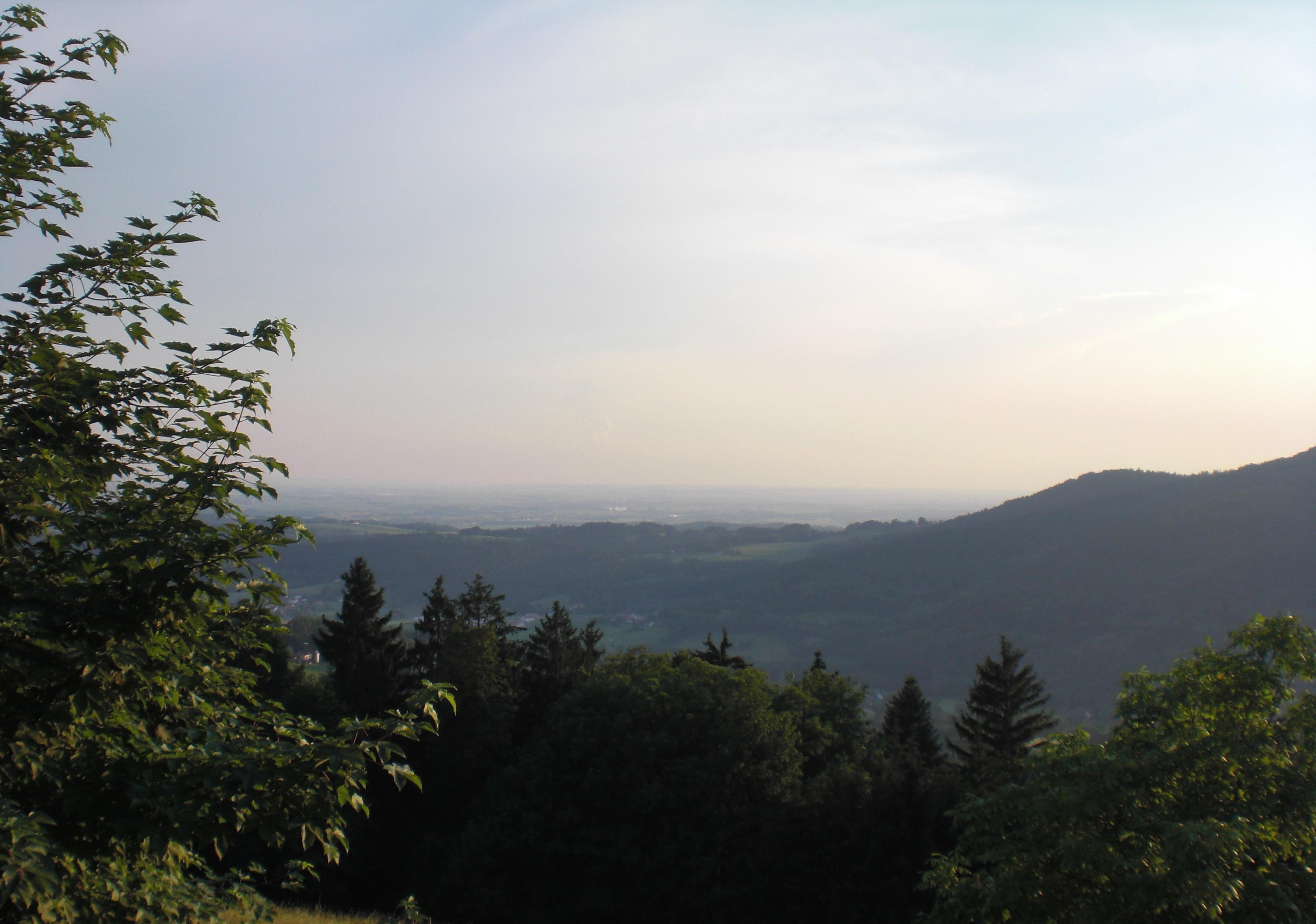
Grafling/Arzting, Blick zur Donauebene

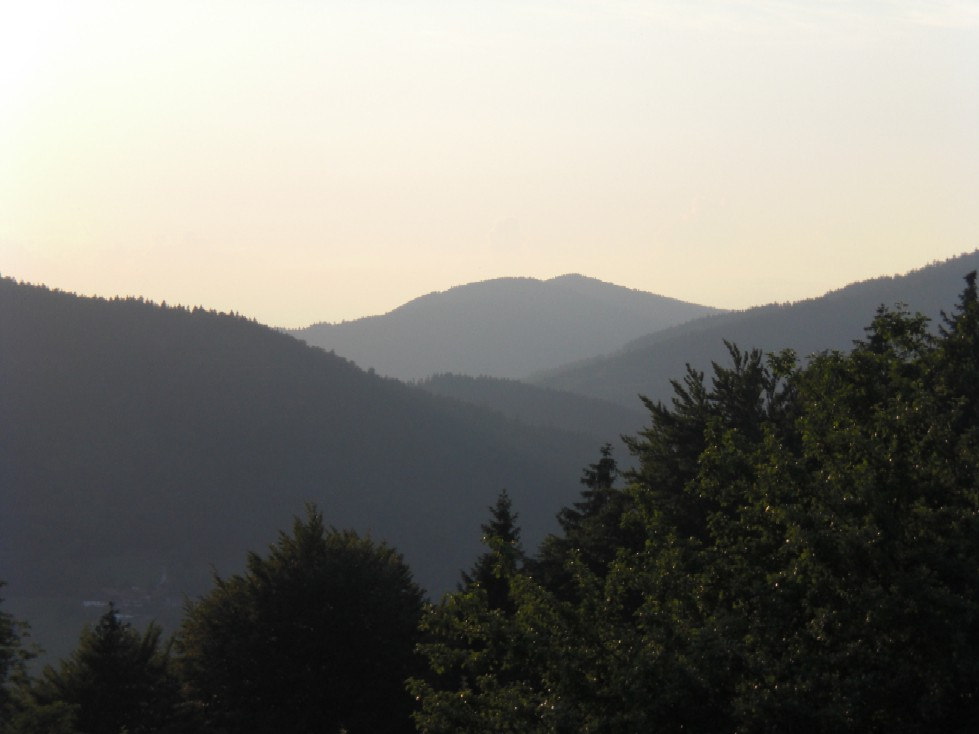
Grafling/Arzting, Blick zum Vogelsang

Grafling ist eine Gemeinde im niederbayerischen Landkreis Deggendorf.

## Geografie
Die Gemeinde liegt in der Region Donau-Wald. Der tiefste Punkt ist in Großtiefenbach auf 326 m ü. NHN. Die höchsten Erhebungen im Gemeindegebiet sind der Steinberg (999 m), der Geißriegel (1043 m), der Dreitannenriegel (1090 m) und der Einödriegel (1121 m) und schließen das Graflinger Tal nach Osten ab. Nach Norden wird das Tal durch den Hochberg (727 m), im Westen durch die im Gemeindegebiet Bernrieds liegenden Butzen (775 m) und Vogelsang (1022 m) abgeschlossen. Nach Süden öffnet sich das Tal Richtung Deggendorf zur Donauebene, dem Gäuboden hin.
Zu den geografischen Besonderheiten zählen die großen Höhenunterschiede. Während der Hauptort 546 m hoch liegt, beträgt der Höhenmeter im Ortsteil Klein- und Großtiefenbach nur 330 m, der Gemeindeteil Rohrmünz liegt aber 730 m hoch. Hochoberndorf befindet sich auf 775 m. Dadurch ergeben sich innerhalb der Gemeinde erhebliche klimatische Unterschiede: Während in den niedrigen Lagen häufig schon der Frühling eingekehrt ist, herrscht in den Höhenlagen noch strenger Winter.

### Gemeindegliederung
Es gibt 37 Gemeindeteile (in Klammern ist der Siedlungstyp angegeben):
- Alberting (Dorf)
- Arzting (Dorf)
- Bergern (Weiler)
- Burgholz (Einöde)
- Datting (Dorf)
- Diessenbach (Weiler)
- Eidsberg (Dorf)
- Endbogen (Dorf)
- Engelburgsried (Weiler)
- Giggenberg (Einöde)
- Grafling (Pfarrdorf)
- Großtiefenbach (Dorf)
- Grub (Dorf)
- Haidhof (Weiler)
- Hochoberndorf (Weiler)
- Hörpolding (Weiler)
- Hundsruck (Weiler)
- Kleintiefenbach (Dorf)
- Loderhart (Einöde)
- Mitterbühl (Weiler)
- Mitterhirschberg (Einöde)
- Mühlen (Dorf)
- Neumühle (Einöde)
- Oberhirschberg (Dorf)
- Oberprechhausen (Dorf)
- Oberried (Weiler)
- Ottenberg (Weiler)
- Petraching (Weiler)
- Rohrmünz (Dorf)
- Rohrmünzmühle (Einöde)
- Schwarzenberg
- Ulrichsberg (Jugendherberge)
- Unterhirschberg (Weiler)
- Unterprechhausen (Einöde)
- Unterried (Weiler)
- Wühn (Kirchdorf)
- Wühnried (Dorf)

Die Orte Graßlingsberg, Mühlen-Siedlung und Neuwühn sind keine offiziellen Gemeindeteile.
Es gibt die Gemarkungen Alberting, Bergern, Grafling und Hirschberg.

### Nachbargemeinden
Folgende Kommunen grenzen an die Gemeinde Grafling (Auflistung jeweils von West nach Ost):
Nördlich im Landkreis Regen:
- Gotteszell
- Zachenberg
- Bischofsmais

Südlich im Landkreis Deggendorf:
- Bernried
- Metten
- Deggendorf

### Klima
Durch seine Lage in Mitteleuropa befindet sich Grafling in der kühlgemäßigten Klimazone. Dabei liegt die Gemeinde im Übergangsbereich zwischen dem feuchten atlantischen und dem trockenen Kontinentalklima.

#### Klimatabelle
Die nachfolgende Grafik gibt die Klimawerte des Landkreises Deggendorf wieder, die für Grafling aufgrund der großen Höhenunterschiede im Gemeindegebiet nur annähernd gelten können:
|                       | Jan  | Feb  | Mär  | Apr  | Mai  | Jun  | Jul  | Aug  | Sep  | Okt  | Nov  | Dez  |   |       |
| Mittl. Tagesmax. (°C) | 1    | 4    | 9    | 14   | 20   | 22   | 24   | 24   | 19   | 13   | 6    | 2    | ⌀ | 13,2  |
| Mittl. Tagesmin. (°C) | −4   | −3   | 0    | 4    | 8    | 11   | 13   | 13   | 9    | 5    | 1    | −2   | ⌀ | 4,6   |
|                       |      |      |      |      |      |      |      |      |      |      |      |      |   |       |
| Niederschlag (mm)     | 44,8 | 45,8 | 54,4 | 38,2 | 71,8 | 72,8 | 81,8 | 63,6 | 65,1 | 54,0 | 55,3 | 48,0 | Σ | 695,6 |

| −4 |

| −3 |

| 0 |

| 4 |

| 8 |

| 11 |

| 13 |

| 13 |

| 9 |

| 5 |

| 1 |

| −2 |

| −4 |

| −3 |

| 0 |

| 4 |

| 8 |

| 11 |

| 13 |

| 13 |

| 9 |

| 5 |

| 1 |

| −2 |

| N i e d e r s c h l a g | 44,8 | 45,8 | 54,4 | 38,2 | 71,8 | 72,8 | 81,8 | 63,6 | 65,1 | 54,0 | 55,3 | 48,0 |
|                         | Jan  | Feb  | Mär  | Apr  | Mai  | Jun  | Jul  | Aug  | Sep  | Okt  | Nov  | Dez  |

#### Schneechaos im Winter 2005/06
Besonders getroffen wurde die Gemeinde Grafling durch das Schneechaos im Winter 2005/06, das insbesondere in den höher gelegenen Ortsteilen auch zum Einsturz von Wohnhäusern und von landwirtschaftlichen Gebäuden führte. Abgelegene Einzelanwesen waren zum Teil tagelang nicht mehr erreichbar. Erst schweres Räumgerät des THW und der Bundespolizei aus Deggendorf konnten die eingeschneiten Wege freischaufeln, da mit Räumpflügen die Schneemassen nicht mehr zu bewegen waren.
Aufgrund dessen wurde am 9. Februar 2006 Uhr durch Landrat Christian Bernreiter im Landkreis Deggendorf der Katastrophenalarm ausgerufen und erst am 14. Februar 2006 wieder aufgehoben.

## Geschichte

### Bis zur Gemeindegründung
Die Besiedelung des Graflinger Tales erfolgte vom Kloster Metten aus, das 790 n. Chr. mit der Kolonisation des Bayerischen Waldes betraut wurde. Im Jahr 805 wurde das Graflinger Tal erstmals geschichtlich erwähnt. In der Folgezeit erschlossen die bayerischen Herzöge das Tal. 1253 fiel das Gebiet unter die Herrschaft der Wittelsbacher. Im Dreißigjährigen Krieg wurde die Region und auch Grafling mehrfach überfallen und geplündert. Zahlreiche Brandschatzungen fanden in dieser Zeit statt.
Grafling gehörte zum Rentamt Straubing und zum Landgericht Deggendorf des Kurfürstentums Bayern. Im Zuge der Verwaltungsreformen in Bayern entstand mit dem Gemeindeedikt von 1818 die Gemeinde.

### Eingemeindungen
Die Gemeinden Alberting (1970: 346 Einwohner) und Hirschberg (1970: 480 Einwohner) wurden am 1. Januar 1972 eingegliedert. Bergern (1970: 461 Einwohner) folgte am 1. Mai 1978.

### Einwohnerentwicklung
Im Zeitraum 1988 bis 2018 wuchs die Gemeinde von 2582 auf 2795 um 213 Einwohner bzw. um 8,3 %.
| Jahr      | 1900 | 1961 | 1970 | 1987 | 1991 | 1995 | 2000 | 2005 | 2010 | 2015 | 2020 |
| Einwohner | 1809 | 2142 | 2413 | 2524 | 2759 | 2781 | 2790 | 2785 | 2728 | 2749 | 2772 |

### Bevölkerungsstruktur
Im Jahre 2014 betrug der Anteil der Senioren über 65 Lebensjahren annähernd 17 %, der Anteil der Minderjährigen lag knapp über 17 %. 51 % der Bevölkerung waren weiblich. Nahezu 94 % der Einwohner waren mit Erstwohnsitz in Grafling gemeldet.

## Politik

### Gemeinderat
Die Kommunalwahlen von 2020 und frühere ergaben folgende Sitzverteilungen:

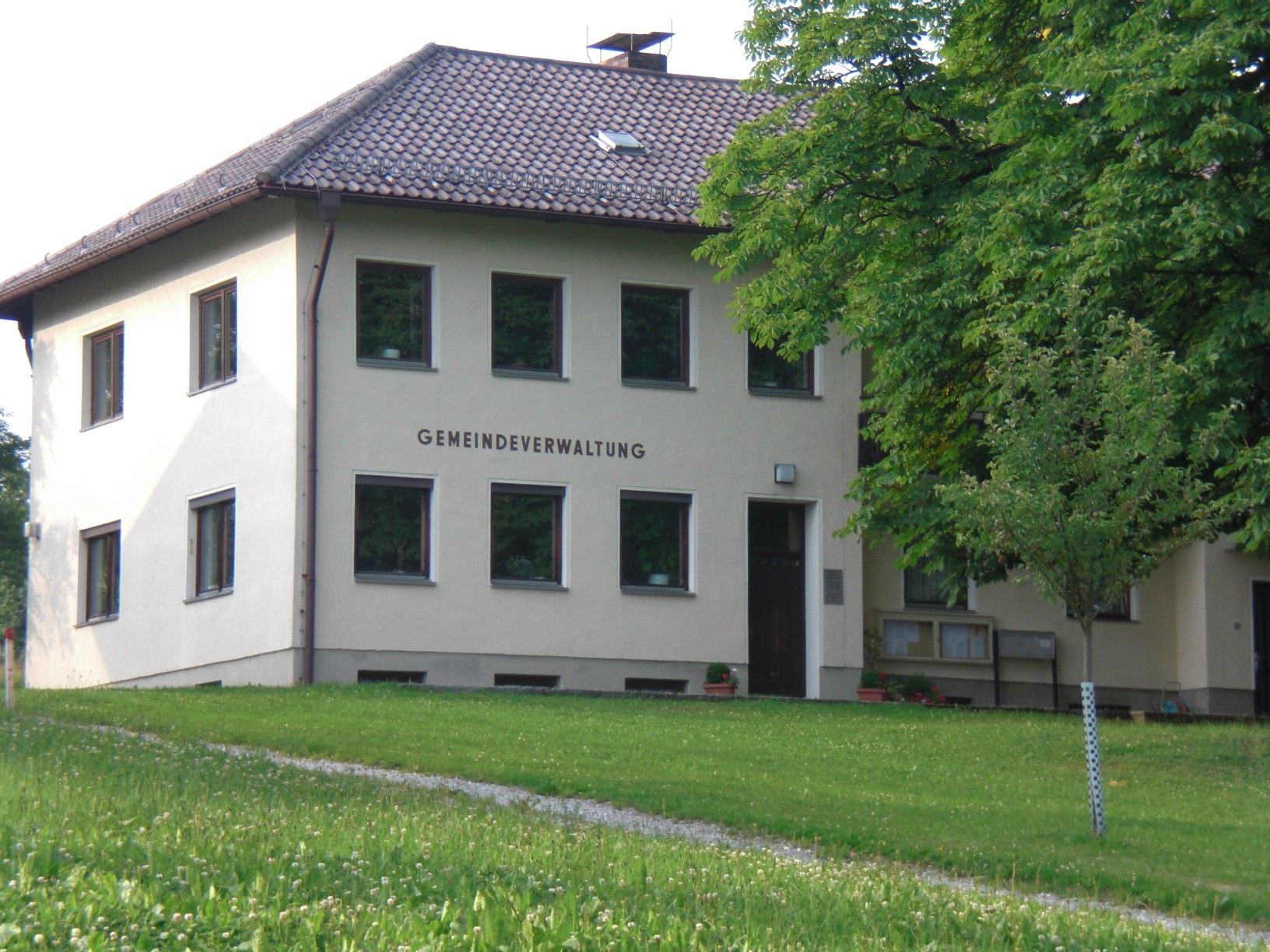
Rathaus von Grafling

|      | CSU | Freie Wähler Grafling | FWG Alberting | Junge Liste | FWG Bergern | SPD | Gesamt |
| 2020 | 5   | 4                     | 3             | 2           | –           | –   | 14     |
| 2014 | 5   | 3                     | 2             | 1           | 2           | 1   | 14     |
| 2008 | 4   | 3                     | 1             | 1           | 2           | 3   | 14     |
| 2002 | 4   | 4                     | 2             | –           | 2           | 2   | 14     |

### Bürgermeister
Erster Bürgermeister ist seit Mai 2020 Anton Stettmer (CSU). Bei den Kommunalwahlen am 15. März 2020 wurde er im ersten Wahlgang mit 58,34 Prozent gewählt.
Vor Stettmer amtierte Willibald Zißlsberger (CSU). Er wurde im Jahr 2002 Nachfolger von Hans Bügler (FWG), der aufgrund seines Ruhestandsalters nach zwölf Amtsjahren nicht mehr kandidierte. Im März 2008 wurde Zißlsberger ohne Gegenkandidat wiedergewählt, ebenso am 16. März 2014. Die ersten elf Dienstjahre war Zißlsberger als SPD-Bürgermeister tätig, im Mai 2013 wechselte er zur CSU. Bei den Kommunalwahlen 2020 trat er nicht mehr zur Wahl an.

### Finanzen 2013 und 2014
Der Verwaltungshaushalt betrug laut Plan 3,38 Millionen €, der Vermögenshaushalt 1,78 Millionen €. Die Verschuldung blieb 2013 im Vergleich zu 2012 bei 1,49 Millionen € konstant, dementsprechend 543 € je Einwohner. 2014 konnten die Schulden auf 1,12 Millionen € gesenkt werden, entsprechend 404 € je Einwohner.

### Wappen
| Wappen der Gemeinde Grafling | Blasonierung: „Unter dem grünen Schildhaupt, darin ein durchgehendes silbernes Andreaskreuz, gespalten von Blau und Silber, belegt mit einem gemauerten goldenen Balken.“ |
| Wappen der Gemeinde Grafling | Wappenbegründung: Das Wappen wurde am 15. Mai 1981 von der Regierung von Niederbayern genehmigt. Für die Geschichte des Gemeindegebiets waren vor allem die bayerischen Landesherren und als Grundbesitzer auch das Kloster Gotteszell bedeutsam. Die Spaltung mit dem aufgelegten gemauerten Balken entspricht dem Wappen von Gotteszell, wobei das ursprünglich rote vordere Feld durch ein blaues Feld ersetzt wurde, um auf die vom Kastenamt Deggendorf aus verwaltete landesherrliche Grundherrschaft im Gemeindegebiet hinzuweisen. Das Andreaskreuz im Schildhaupt steht für die Pfarrkirche von Grafling, die dem hl. Andreas geweiht ist. Die Tingierung Grün symbolisiert die geographische Lage der Gemeinde im Bayerischen Wald. |

### Gemeindepartnerschaften
- : Grafling unterhält seit 2000 eine Partnerschaft mit der polnischen Kleinstadt Pelplin.
- : Grafling ist mit der tschechischen Gemeinde Dolany im Jahr 2010 eine Partnerschaft eingegangen.[14]

## Wirtschaft und Infrastruktur

### Wirtschaft einschließlich Land- und Forstwirtschaft
Es gab im Jahr 2022 nach der amtlichen Statistik insgesamt 406 sozialversicherungspflichtig Beschäftigte am Arbeitsort. Sozialversicherungspflichtig Beschäftigte am Wohnort gab es 1191. Im verarbeitenden Gewerbe gab es zwei, im Bauhauptgewerbe zwölf Betriebe. Zudem bestanden im Jahr 2020 50 landwirtschaftliche Betriebe mit einer landwirtschaftlich genutzten Fläche von 655 ha, davon waren 72 ha Ackerfläche und 583 ha Dauergrünfläche.
Am 18. Juni 2008 wies die Betriebedatenbank des Landkreises Deggendorf für Grafling 81 Betriebe aus, die überwiegend im handwerklichen, forstwirtschaftlichen und gastronomischen bzw. Herbergsbereich tätig waren.

### Verkehr

#### Straße
Grafling wird durch die Bundesstraße 11 (Europastraße 53) von Deggendorf nach Bayerisch Eisenstein durchquert. Für den Abschnitt Deggendorf-Grafling ist auf 4,5 km Länge eine Trassenverlegung und ein dreistreifiger Ausbau in Planung; die Verkehrsprognose für 2020 beträgt 12.600 Kfz pro Tag. Entgegen bisheriger Absichten des staatlichen Bauamtes, den Abschnitt der B11 zwischen den Ortsteilen Datting und Hochbühl ebenfalls dreistreifig auszubauen, erfolgt dieser Ausbau nun aus naturschutzrechtlichen Gründen nur noch zweistreifig.
Die Gemeinde ist durch Buslinien des Verbundtarifs DonauWald an die Nachbarkommunen angeschlossen.

#### Schiene
Seit 1877 durchquert die Bahnstrecke Plattling–Bayerisch Eisenstein das Gemeindegebiet. Dabei überwindet sie mittels einer doppelten Kehrschleife, der Ulrichsberger Doppelschleife, auf dem höchsten Naturbahndamms Deutschlands und in zwei Tunnel ungefähr 250 Höhenmeter.
Das Gemeindegebiet wurde ursprünglich durch den Bahnhof Grafling erschlossen. Nachdem der Bahnhof im Lauf der Zeit seine Aufgabe als Ausweichstelle verloren hatte, wurde der Halt 1990 aufgegeben und das Bahnhofsgebäude später privatisiert. Mit der Einführung des Taktverkehrs Ende 2003 wurde ein Betriebsbahnhof ohne Bahnsteige auf dem Gemeindegebiet, abseits der Besiedelung errichtet. Da nach Aufgabe des Bahnhofs Grafling zwischen den nächstgelegenen Bahnhöfen Deggendorf Hbf und Gotteszell auf 23 km Streckenlänge kein Fahrgastwechsel möglich war, bemühte sich die Gemeinde jahrelang, wieder eine Station zu erhalten. Erst durch die Beschleunigung des Zugverkehrs wurde es möglich, einen zusätzlichen Halt zu errichten. Am 15. Dezember 2013 erhielt die Gemeinde im Ortsteil Arzting einen neugebauten Haltepunkt unterhalb der B 11-Straßenbrücke über die Bahnstrecke. Er wird durch einen von der Gemeinde errichteten P + R-Parkplatz erschlossen und ist mit einem Fußweg an die Gemeinde angebunden.
Der Haltepunkt Grafling-Arzting wird von der Länderbahn mit ihrer Marke Waldbahn im Stundentakt bedient.
Besondere Mühe hat die Gemeinde Grafling aufgrund der sieben Bahnbrücken, die 1993 kraft Gesetzes in ihren Besitz übergingen. Diese Bauwerke (meist unter Denkmalschutz stehend und deshalb trotz fehlender Nutzung ohne Abrissmöglichkeit) erfordern hinsichtlich Sanierung und Unterhalt finanzielle Aufwendungen, die die Gemeinde gerne anderweitig einsetzen würde.

### Bildung
Es gibt folgende Einrichtungen (Stand 2023):
- Kindergarten: kath. Kindergarten St. Andreas Grafling (4 Gruppen)[11]
- Schule: ein-/zweizügige Grundschule (bis 2004 Teilhauptschule)

## Kultur und Sehenswürdigkeiten

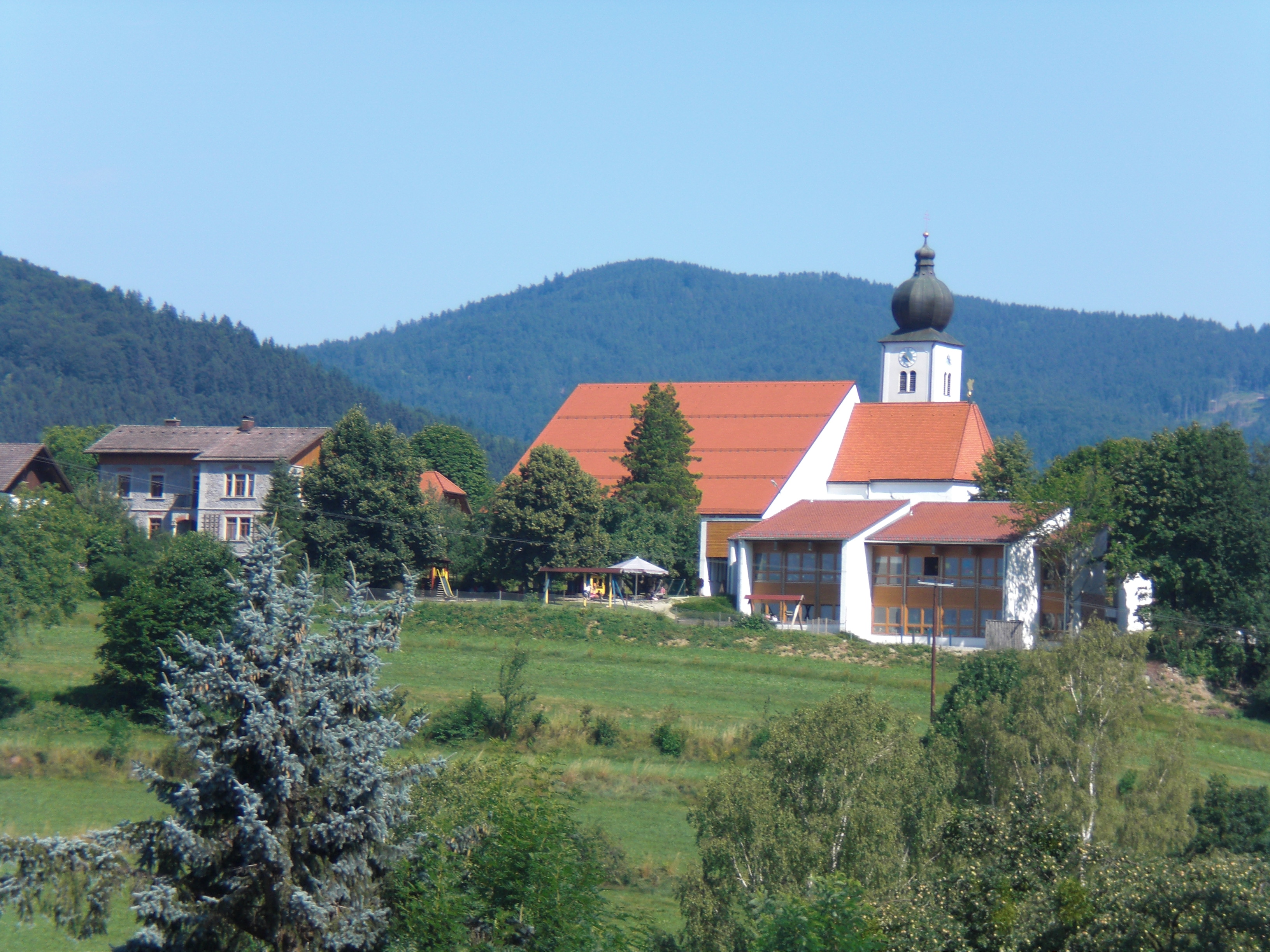
Grafling, Pfarrhaus, Pfarrkirche St. Andreas mit Kapelle, Kindergarten (v. l.)

Neben der Andreaskapelle (erbaut 1475), die in die Pfarrkirche Grafling integriert wurde, gibt es die St. Florianskapelle in Wühn und die Kirche St. Ulrich (erbaut 1751) am Ulrichsberg.
Sehenswert ist für Eisenbahnliebhaber der höchste Naturbahndamm Deutschlands, auf dem die Waldbahn das Tal durchquert und die beiden Kehrschleifen miteinander verbindet. Der sogenannte Kohlbachdamm ist 390 m lang, 44 m hoch und 178 m breit, bei seinem Bau am Ende des 19. Jahrhunderts mussten 524.000 m³ Massen bewegt werden. Der Bahndamm ist heute ein geschütztes Baudenkmal. Zweimal jährlich werden mit historischen Dampflokomotiven Sonderfahrten auf der Strecke durchgeführt.
Weitere Baudenkmäler und zusätzliche Beschreibungen der Vorgenannten sind in der Liste der Baudenkmäler in Grafling zusammengestellt.
Die vielen Forstwege im großenteils bewaldeten Tal und an den Hängen der umgebenden Berge erlauben auch im Hochsommer schattige Wanderungen. 14 Wanderwege mit insgesamt 100 km sind derzeit beschildert. Zwischen Grafling und Eidsberg befindet sich ein etwa zwei Kilometer langer Naturlehrpfad mit 15 Stationen.
Fünf Mountainbikestrecken führen durch das Graflinger Gebiet.

## Bodendenkmäler
Siehe: Liste der Bodendenkmäler in Grafling

## Ehrenbürger
Die Gemeinde hat folgende Ehrenbürger ernannt. Die Auflistung erfolgt chronologisch nach Datum der Ernennung:
1. Josef Fischer (am 22. April 1997)
2. Rudi Schaft (am 13. März 2002)
3. Josef Ebner sen. (am 28. Januar 2003)
4. Siegfried Seitz (am 22. Februar 2004)
5. Josef Gürster (am 5. Februar 2014)
6. Hans Bügler (am 15. April 2014)

## Vereine
In Grafling sind 28 Vereine gemeldet (Stand 2015). Dabei handelt es sich unter anderem um vier Sportvereine, vier Schützenvereine, vier kirchliche Vereine und um vier Freiwillige Feuerwehren. Die Freiwilligen Feuerwehren befinden sich in Grafling und in den bei der Gebietsreform eingemeindeten Ortsteilen Alberting, Bergern und Hirschberg.